# Chad e Carey Hayes
Chad Hayes (Portland, 21 aprile 1961) e 
Carey Hayes (Portland, 21 aprile 1961) sono due sceneggiatori statunitensi.
Fratelli gemelli, i due hanno sceneggiato film come 666 - Il triangolo maledetto, La maschera di cera, I segni del male e la saga di The Conjuring.

## Filmografia

### Cinema
- 666 - Il triangolo maledetto (The Dark Side of the Moon), diretto da D. J. Webster (1990)
- La maschera di cera (House of Wax), diretto da Jaume Collet-Serra (2005)
- I segni del male (The Reaping), diretto da Stephen Hopkins (2007)
- Whiteout - Incubo bianco (Whiteout), diretto da Dominic Sena (2009)
- L'evocazione - The Conjuring (The Conjuring), diretto da James Wan (2013)
- The Conjuring - Il caso Enfield (The Conjuring 2), regia di James Wan (2016)
- Crucifixion - Il male è stato invocato (The Crucifixion), regia di Xavier Gens (2017)
- The Turning - La casa del male (The Turning), regia di Floria Sigismondi (2020)

### Televisione
- Booker – serie TV, episodio 1x20 (1990)
- Flash – serie TV, episodio 1x12 (1991)
- Down, Out & Dangerous, regia di Noel Nosseck – film TV (1995)
- Un detective in corsia (Diagnosis: Murder) – serie TV, episodio 3x10 (1996)
- Twisted Desire, regia di Craig R. Baxley – film TV (1996)
- Baywatch Nights – serie TV, 10 episodi (1996-1997)
- Miss a tutti i costi (Crowned and Dangerous), regia di Christopher Leitch – film TV (1997)
- Ghost Stories – serie TV, episodio 1x37 (1998)
- Baywatch – serie TV, episodio 9x19 (1999)
- Rapimento alla Casa Bianca (First Daughter), regia di Armand Mastroianni – film TV (1999)
- Una vacanza di tutto... lavoro (Horse Sense), regia di Greg Beeman – film TV (1999)
- Shutterspeed, regia di Mark Sobel – film TV (2000)
- BeastMaster – serie TV, episodio 1x04-1x17 (1999-2000)
- Giochi di potere (First Target), regia di Armand Mastroianni – film TV (2000)
- Mysterious Ways – serie TV, episodio 1x12 (2000)
- In vacanza con i pirati (Jumping Ship), regia di Michael Lange – film TV (2001)
- Invincible, regia di Jefery Levy – film TV (2001)
- First Shot, regia di Armand Mastroianni – film TV (2002)